# Система права
Систе́ма пра́ва — це сукупність чинних принципів і норм права, якій притаманні єдність, узгодженість, диференціація (поділ) і згрупованість норм у відносно самостійні структурні утворення (інститути, галузі та підгалузі права).

## Ознаки системи права
1) є функціональною системою, бо її виникнення, існування і розвиток обумовлені усвідомленими загальнолюдськими потребами в урегульованості та впорядкованості суспільного життя.

2) є інституціональним втіленням. Це означає, що системно організовані юридичні норми містяться в джерелах права, які надають йому чіткої інституціональної побудови.

3) обумовленість реально існуючою системою суспільних відносин.

4) має стабільний і водночас динамічний характер,таким чином забезпечуючи суспільству збереження, стабілізацію його головних
відносин.

5) структурна багатоманітність. Це означає, що система права складається з неоднакових за змістом й обсягом структурних елементів, які логічно розташовують нормативний матеріал. 

6) пов'язана як прямо, так і опосередковано з діяльністю держави, її органів.

Предмет правового регулювання є умовним виділенням певної сукупності суспільних відносин, якісно однорідні. Це дозволяє узагальнити норми права, які регулюють коло суспільних відносин.

## Предмет і метод правового регулювання
Поділ системи права на галузі базується на певних критеріях. Такими критеріями є предмет (матеріальний критерій) і метод (юридичний критерій) правового регулювання.

Предмет правового регулювання — сукупність якісно однорідних суспільних відносин, урегульованих правовими нормами (відповідає на запитання «що?»).

Предмет правового регулювання зазвичай розглядають як визначальний критерій системи права. Предмет правового регулювання вважається об'єктивним критерієм побудови системи права. Предмет правового регулювання вказує, на яку групу суспільних відносин спрямований вплив норм права. Але відносинам, які входять до цієї групи, повинна бути притаманна певна сукупність ознак:
- Вони мають найвагоміше для суспільства значення.
- Мають однорідний, типовий вираз.
- Виникають в суспільстві у зв'язку з проявом цілеспрямованої свідомо вольової діяльності людей і набувають стійкого, сталого характеру.
- Повинні бути придатними для регулювання нормами права.

Метод правового регулювання — сукупність прийомів і засобів правового впливу на суспільні відносини (відповідає на запитання «яким чином право регулює суспільні відносини?»). Він показує, як регулюються суспільні відносини, якими прийомами та у які способи. І є юридичним критерієм побудови системи права. 

Метод правового регулювання характеризується специфічними ознаками:
- визначає особливості: порядку, нормативних підстав та юридичних фактів, необхідних для виникнення і реалізації учасниками суспільних відносин відповідних юридичних наслідків.
- встановлює коло і правовий статус суб'єктів права, зміст та обсяг їх прав і обов'язків.
- використовує головні прийоми, що утворюють відповідний метод — дозволи, зобов'язання, заборони, поєднуючи їх у різний спосіб в галузях права.
- закріплює різні способи захисту прав та забезпечення виконання юридичних обов'язків.

Первинні методи правового регулювання:
- імперативний (директивний, централізований) — суворо обов'язковий, побудований на засадах влади і підпорядкування, на відносинах субординації (метод «вертикалі»). Відносини зверху донизу регулюються владно-імперативним шляхом і як наслідок, характер відносин між суб'єктами перетворюється на відносини субординації, прямої підпорядкованості. Він припускає заборони, обов'язки, покарання.
- диспозитивний — побудований на засадах автономії, юридичної рівності суб'єктів, угоди сторін (метод «горизонталі»). Застосовується до юридично рівних суб'єктів у відносинах, що складаються на основі взаємної волі їх учасників. Головним інструментарієм при диспозитивному методі регулювання є дозвіл.

## Структура системи права
Структура системи права — об'єктивно існуюча внутрішня будова права даної держави. Основні структурні елементи системи права:
- норма права;
- інститут права;
- підгалузь права;
- галузь права.

Норма права — первинний елемент системи права, який визнає та охороняє держава, які складають масив інститут, а із зростанням, галузь права. Кожна норма права входить що найменш, хоча б до одного інституту права та галузі права.
Інститут права — відокремлена група правових норм, які регулюють однорідні суспільні відносини конкретного виду. Інститут права є першим рівнем поєднання правових норм.
Інститут права характеризується тим, що:
- регулює певний вид суспільних відносин;
- є складовою частиною однієї або декількох галузей права;
- є логічно замкнутою, відокремленою сукупністю норм;
- функціонує автономно, відносно самостійно в межах галузі права, тобто регулює суспільні відносини незалежно від інших інститутів права.

Інститути права поділяються на:
- галузеві — регулюють певні відносини в межах однієї галузі права;
- міжгалузеві — регулюють відносини, що є предметом різних галузей права.

Підгалузь права — система однорідних предметно пов'язаних інститутів певної галузі права, які регулюють певну сферу суспільних відносин специфічним методом правового регулювання. 
На відміну від правових інститутів підгалузь права не є обов'язковим компонентом кожної галузі. Підгалузі є у багатьох галузей права. Наприклад, цивільне право має підгалузі: право власності, зобов'язальне право, спадкове право, авторське право та ін.  У конституційному праві підгалуззю права є виборче право.
Галузь права — найбільший елемент, з яких складається система права. Всю існуючу множину норма права поділяють на декілька не пересічних їх множин, за ознакою галузі правової відповідальності, таких як: цивільне право, кримінальне право, трудове право, адміністративне право тощо.
Ознаки галузі права:
- найбільша множина норм права;
- об'єднання всіх галузей права фактично складає систему права;
- має власний предмет регулювання;
- виокремлює із всіє множини норм права за єдністю предмета та методом правового регулювання -- ознака класифікування;
- складається з інститутів права, побудованих у галузі права за предметом і методом правового регулювання;
- відносно самостійна від інших об'єднань правових норм у системі права.

Поділяють галузі права на такі види:
- фундаментальні (профілюючі):
  - конституційне право;
  - цивільне право;
  - адміністративне право;
  - кримінальне право;
  - цивільно-процесуальне право;
  - кримінально-процесуальне право.
- спеціальні — в них головні правові режими модифіковано, пристосовано до особливих сфер життя суспільства:
  - трудове право;
  - земельне право;
  - сімейне право;
  - освітнє право
  - тощо
- комплексні — поєднують норми права різних видів галузей права, наприклад, інститутів профілюючого та спеціальних галузей: 
  - господарське право;
  - морське право;
  - тощо.

## Загальна характеристика галузей права
Найбільш важливим та популярним є поділ системи права на галузі, залежно від предмета і методу правового регулювання.
- Конституційне право — це система принципів і норм конституції, які закріплюють основи суспільного і державного ладу, форму правління і державного устрою, механізм здійснення державної влади, правове становище особи.
- Цивільне право — система правових норм, які регулюють майнові і особисті немайнові відносини, що укладаються між фізичними та юридичними особами як рівноправними.
- Адміністративне право — система правових норм, які регулюють управлінські відносини у сфері здійснення виконавчої влади, розпорядничої діяльності державного апарату, його взаємовідносин з іншими державними та недержавними організаціями і громадянами.
- Фінансове право — це галузь публічного права, предметом якого є норми, що регулюють державні фінанси.
- Трудове право — це сукупність правових норм, які регулюють відносини між роботодавцем і працівниками.
- Сімейне право — це галузь, норми якої регулюють особисті і майнові відносини, що випливають із шлюбу та належності до сім'ї.
- Земельне право — це галузь права, що регулює земельні відносини з метою забезпечення раціонального використання земель, створення умов для підвищення їхньої ефективності, охорони прав організацій та громадян як землевласників і землекористувачів.
- Екологічне право — це галузь права, яка регулює суспільні відносини в галузі охорони навколишнього природного середовища, використання природних ресурсів та забезпечення екологічної безпеки в інтересах теперішнього і прийдешніх поколінь.
- Кримінальне право — система правових норм, які охороняють від злочинних посягань на права і свободи людини і громадянина, конституційний лад, усі види власності тощо, установлюючи міру кримінальної відповідальності за їх вчинення.
- Цивільно-процесуальне право — система норм права, яка регулює порядок розгляду і вирішення судом цивільних справ, а також порядок виконання судових рішень.
- Кримінально-процесуальне право — це система норм права, яка регулює порядок діяльності правоохоронних органів і судів у зв'язку з розкриттям злочинів, розслідуванням кримінальних проваджень, їхнім розглядом у суді й винесенням вироку.

## Співвідношення системи права і системи законодавства
Система права і система законодавства виступають одними з найважливіших системних категорій в юриспруденції. Вони співвідносяться як зміст і форма. Система права і система законодавства — це тісно взаємопов'язані категорії, що відображають суть права.

Між системою права і системою законодавства є відмінності.
1. Первинний структурний елемент системи права — норма права, системи законодавства — нормативно-правовий припис, тобто юридично обов'язкова, граматично й логічно завершена частина структурного підрозділу нормативно-правового акту (статті, частини статті, абзацу, параграфа, пункту);
2. Система права є абстрактним поняттям (невидимим), оскільки відбиває внутрішню будову права, а система законодавства є наочно вираженою (видимою), зовнішньою формою системи права.
3. Система права є сукупністю правових норм, а система законодавства — сукупністю нормативно-правових актів.
4. Система права ширше системи законодавства, оскільки законодавство охоплює не всі норми права, тобто є формою (джерелом) не всіх норм права, є й інші джерела.
5. Система права виникає як результат об'єктивно існуючих суспільних відносин, система законодавства, можна сказати,- результат діяльності законодавця.